# Comino

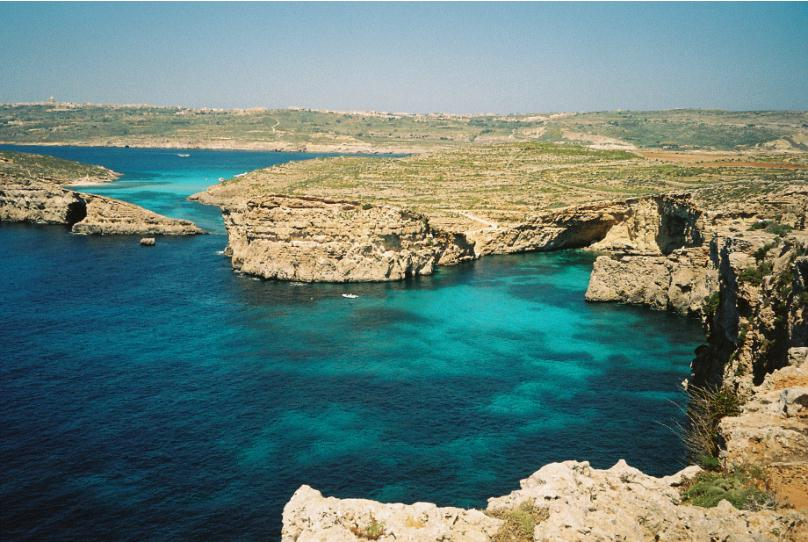
Llacuna Blava, al fons a l'esquerra, i Llacuna de Cristall

Comino (maltès: Kemmuna) és una petita illa de l'arxipèlag maltès entre les illes de Malta i Gozo al mar Mediterrani, amb una superfície de 3,5 quilòmetres quadrats. L'illa, que pren el nom de la llavor de comí, tenia el 2020 una població permanent de només dos residents i forma part del municipi de Għajnsielem, al sud-est de Gozo, des d'on van i venen un sacerdot i un policia. L'illa és un santuari d'aus i una reserva natural (Àrea Marina Protegida Natura 2000).

## Medi ambient
L'illa té un paisatge càrstic que suporta matolls esclerofil·les. S'han realitzat algunes reforestacions limitades amb pins. Les dunes de sorra de la badia de Santa Maria conserven una mica de vegetació autòctona, com ara Vitex i Tamarix. L'organització BirdLife International ha identificat l'illa com una àrea important per a la conservació de les aus (IBA) perquè admet de cinquanta a vuitanta parelles reproductores de baldriga mediterrània.
És un lloc turístic on es practica l'snorkel, la immersió i el windsurf. La llacuna Blava, una platja del nord-oest entre l'illa, d'una banda, i l'illot de Cominotto i els esculls de Cominotto de Fora i de l'Ancora, de l'altra, destaca per les d'aigües de color turquesa, i al seu costat (al sud de l'anterior) la zona anomenada llacuna de Cristall, que és una badia d'aigua transparent, molt atractiva, però de color menys turquesa que la llacuna Blava. La sobreexplotació turística de Comino, i en particular de la llacuna Blava, es va convertir en un tema de polèmica a finals dels anys 2010. Malgrat la normativa, almenys set quioscos il·legals han sorgit al litoral; cap d'ells té un permís de l'Autoritat de Turisme de Malta, i estan estacionats permanentment al lloc, mentre que s'han de deixar sobre rodes i retirar-los cada dia.

## Història
Antigament anomenada Efàstia (Ηφαιστεία en grec antic), Comino se sap que va ser habitada per agricultors durant l'època romana, però durant llargs períodes de la seva història ha estat poc poblada, propietat privada o abandonada completament. La seva costa accidentada està delimitada per penya-segats de pedra calcària escarpats i esquitxades de coves profundes que eren populars entre pirates i rodamons a l'edat mitjana. Les coves i cales de Comino s'utilitzaven amb freqüència com a llocs d'escenificació per a incursions en vaixells desgraciats que travessen entre Malta i Gozo. Des de 1285 fins a poc després de 1290, a Comino va viure el profeta i cabalista jueu exiliat Abraham Abu-l-Afiya i hi va compondre el seu Sefer ha'-Oth (El llibre del signe) i la seva darrera obra, Imre Shefer (Paraules de bellesa).